# Al-Hasan ben Kannun
Al-Hasan ibn Kannûn (al-ḥasan ben kannūn, الحسن بن كنون) succéda à Abû al-`Aych Ahmad ben al-Qâsim Kannûn comme sultan idrisside en 954 jusqu'en 974. Il est mort en 985 en essayant de rétablir la dynastie.

## Histoire
La dynastie disparaît mais les Idrissides referont des apparitions dans l'histoire du Maroc à cause de leur légitimité chérifienne.
Le monde musulman s'est restructuré, les chiites ismaéliens de la dynastie fatimide contrôlent tout le nord de l'Afrique, du Caire à Tanger. L'Espagne omeyyade prend son autonomie complète.
Il va bientôt y avoir trois puissances musulmanes :
- le califat abbasside (sunnite) à Bagdad proclamé depuis 750.
- le califat fatimide (chiite ismaélien) en Afrique du Nord proclamé en 909.
- le califat omeyyade (sunnite) à Cordoue proclamé en 929.